# حقوق جنین

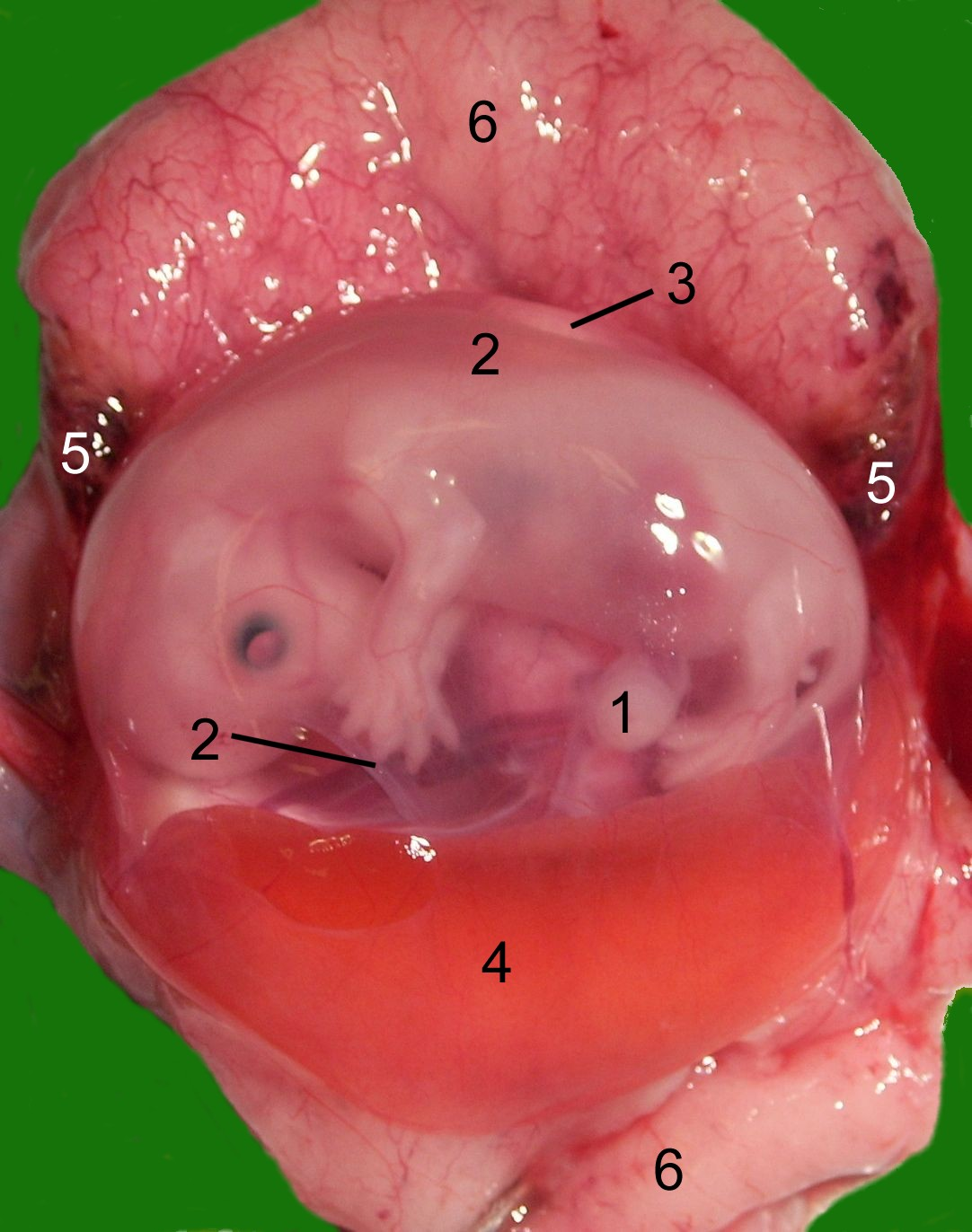
نمایی نزدیک از یک جنین انسان

حقوق جنین حقوق معنوی یا قانونی جنین انسان بر اساس قوانین طبیعی یا مدنی هستند. لفظ حقوق جنین پس از پروندهٔ تاریخ ساز رو در برابر وید که سقط جنین را در سال ۱۹۷۳ در آمریکا قانونی کرد به‌طور گسترده رایج شد. مفهوم حقوق جنین تکامل پیدا کرده و مسایل سوءاستفاده مادر از مواد مخدر و الکل را نیز در شامل می شود. کنوانسیون آمریکایی حقوق بشر تنها پیمان نامه بین‌المللی است که مشخصا به حقوق جنین پرداخته‌است که برای جنین حق زندگی در نظر می‌گیرد. با این که ابزارهای حقوق بشری بین‌المللی فاقد گنجاندن جنین به عنوان شخص به‌طور جهانشمول به مقاصد حقوق بشریند، به جنین در قوانین اساسی و قانون نامه‌های مدنی کشورهای متعددی حقوق مختلفی اعطا شده‌است. بسیاری از متخصصین حقوقی معتقدند نیاز فزاینده ای به حل و فصل جایگاه قانونی جنین وجود دارد.